# Eugeneson Lyngdoh
Eugeneson Lyngdoh (Shillong, 10 settembre 1986) è un calciatore indiano, centrocampista svincolato.

## Statistiche

### Cronologia presenze e reti in nazionale
| Cronologia completa delle presenze e delle reti in nazionale ― India | Cronologia completa delle presenze e delle reti in nazionale ― India | Cronologia completa delle presenze e delle reti in nazionale ― India | Cronologia completa delle presenze e delle reti in nazionale ― India | Cronologia completa delle presenze e delle reti in nazionale ― India | Cronologia completa delle presenze e delle reti in nazionale ― India | Cronologia completa delle presenze e delle reti in nazionale ― India | Cronologia completa delle presenze e delle reti in nazionale ― India |
| Data                                                                 | Città                                                                | In casa                                                              | Risultato                                                            | Ospiti                                                               | Competizione                                                         | Reti                                                                 | Note                                                                 |
| -------------------------------------------------------------------- | -------------------------------------------------------------------- | -------------------------------------------------------------------- | -------------------------------------------------------------------- | -------------------------------------------------------------------- | -------------------------------------------------------------------- | -------------------------------------------------------------------- | -------------------------------------------------------------------- |
| 12-3-2015                                                            | Guwahati                                                             | India                                                                | 2 – 0                                                                | Nepal                                                                | Qual. Mondiali 2018                                                  | -                                                                    |                                                                      |
| 17-3-2015                                                            | Kathmandu                                                            | Nepal                                                                | 0 – 0                                                                | India                                                                | Qual. Mondiali 2018                                                  | -                                                                    | 20’ 87’                                                              |
| 16-6-2015                                                            | Hagåtña                                                              | Guam                                                                 | 2 – 1                                                                | India                                                                | Qual. Mondiali 2018                                                  | -                                                                    | 7’ 46’                                                               |
| 12-11-2015                                                           | Bangalore                                                            | India                                                                | 1 – 0                                                                | Guam                                                                 | Qual. Mondiali 2018                                                  | -                                                                    |                                                                      |
| 31-8-2015                                                            | Pune                                                                 | India                                                                | 0 – 0                                                                | Nepal                                                                | Amichevole                                                           | -                                                                    | 46’                                                                  |
| 8-9-2015                                                             | Bangalore                                                            | India                                                                | 0 – 3                                                                | Iran                                                                 | Qual. Mondiali 2018                                                  | -                                                                    | 63’                                                                  |
| 8-10-2015                                                            | Ashgabat                                                             | Turkmenistan                                                         | 2 – 1                                                                | India                                                                | Qual. Mondiali 2018                                                  | -                                                                    | 30’                                                                  |
| 12-11-2015                                                           | Bangalore                                                            | India                                                                | 1 – 0                                                                | Guam                                                                 | Qual. Mondiali 2018                                                  | -                                                                    |                                                                      |
| 25-12-2015                                                           | Kerala                                                               | Sri Lanka                                                            | 0 – 2                                                                | India                                                                | SAFF Championship 2015 - 1º turno                                    | -                                                                    |                                                                      |
| 27-12-2015                                                           | Kerala                                                               | India                                                                | 4 – 1                                                                | Nepal                                                                | SAFF Championship 2015 - 1º turno                                    | -                                                                    |                                                                      |
| 31-12-2015                                                           | Kerala                                                               | India                                                                | 3 – 2                                                                | Maldive                                                              | SAFF Championship 2015 - Semifinale                                  | -                                                                    | 92’                                                                  |
| 3-1-2016                                                             | Kerala                                                               | India                                                                | 2 – 1 dts                                                            | Afghanistan                                                          | SAFF Championship 2015 - Finale                                      | -                                                                    | 94’ 97’                                                              |
| 2-6-2016                                                             | Vientiane                                                            | Laos                                                                 | 0 – 1                                                                | India                                                                | Qual. Coppa d'Asia 2019                                              | -                                                                    |                                                                      |
| 7-6-2016                                                             | Guwahati                                                             | India                                                                | 6 – 1                                                                | Laos                                                                 | Qual. Coppa d'Asia 2019                                              | -                                                                    | 41’ 80’                                                              |
| 3-9-2016                                                             | Mumbai                                                               | India                                                                | 4 – 1                                                                | Porto Rico                                                           | Amichevole                                                           | -                                                                    |                                                                      |
| 22-3-2017                                                            | Phnom Penh                                                           | Cambogia                                                             | 2 – 3                                                                | India                                                                | Amichevole                                                           | -                                                                    |                                                                      |
| 28-3-2017                                                            | Yangon                                                               | Birmania                                                             | 0 – 1                                                                | India                                                                | Qual. Coppa d'Asia 2019                                              | -                                                                    | 65’                                                                  |
| 6-6-2017                                                             | Mumbai                                                               | India                                                                | 2 – 0                                                                | Nepal                                                                | Amichevole                                                           | -                                                                    | 29’                                                                  |
| 13-6-2017                                                            | Bangalore                                                            | India                                                                | 1 – 0                                                                | Kirghizistan                                                         | Qual. Coppa d'Asia 2019                                              | -                                                                    |                                                                      |
| 19-8-2017                                                            | Mumbai                                                               | India                                                                | 2 – 1                                                                | Mauritius                                                            | Amichevole                                                           | -                                                                    | 74’                                                                  |
| 24-8-2017                                                            | Mumbai                                                               | India                                                                | 1 – 1                                                                | Saint Kitts e Nevis                                                  | Amichevole                                                           | -                                                                    | 61’                                                                  |
| 5-9-2017                                                             | Taipa                                                                | Macao                                                                | 0 – 2                                                                | India                                                                | Qual. Coppa d'Asia 2019                                              | -                                                                    | 46’                                                                  |
| 11-10-2017                                                           | Bangalore                                                            | India                                                                | 4 – 1                                                                | Macao                                                                | Qual. Coppa d'Asia 2019                                              | -                                                                    |                                                                      |
| 14-11-2017                                                           | Margao                                                               | India                                                                | 2 – 2                                                                | Birmania                                                             | Qual. Coppa d'Asia 2019                                              | -                                                                    | 82’                                                                  |
| Totale                                                               |                                                                      | Presenze                                                             | 24                                                                   |                                                                      | Reti                                                                 | 0                                                                    |                                                                      |

## Palmarès

### Competizioni nazionali
- I-League: 1

 Bengaluru: 2013-2014, 2015-2016
- Coppa della Federazione: 1

 Bengaluru: 2016-2017

### Competizioni internazionali
- SAFF Championship: 1

2015